# Комарьевский сельсовет
Комарьевский сельсовет — сельское поселение в Доволенском районе Новосибирской области Российской Федерации.
Административный центр — село Комарье.

## История
Статус и границы сельского поселения установлены Законом Новосибирской области от 2 июня 2004 года № 200-ОЗ «О статусе и границах муниципальных образований Новосибирской области»

## Население
| 2002  | 2010  | 2012  | 2013  | 2014  | 2015  | 2016  |
| ----- | ----- | ----- | ----- | ----- | ----- | ----- |
| 1551  | ↘1176 | ↘1137 | ↘1122 | ↘1092 | ↘1078 | ↘1054 |
| 2017  | 2018  | 2019  | 2020  | 2021  |       |       |
| ↘1037 | ↘1016 | ↘998  | ↗1005 | ↘990  |       |       |

## Состав сельского поселения
| № | Населённый пункт | Тип населённого пункта       | Население |
| - | ---------------- | ---------------------------- | --------- |
| 1 | Безногое         | село                         | ↘45       |
| 2 | Комарье          | село, административный центр | ↘1131     |